# Paralcidion
Paralcidion is een kevergeslacht uit de familie van de boktorren (Cerambycidae). De wetenschappelijke naam van het geslacht werd voor het eerst geldig gepubliceerd in 1957 door Gilmour.

## Soorten
Paralcidion is monotypisch en omvat slechts de volgende soort:
- Paralcidion bilineatum Gilmour, 1957